# Jupp Ripfel
Josef "Jupp" Ripfel (Nesselwang, 2 de setembro de 1938) é um ex-ciclista sueco de ciclismo de estrada.
Ripfel nasceu na Alemanha em 1938 e representou a Suécia na prova de estrada individual nos Jogos Olímpicos de Verão de 1968 em Cidade do México, terminando na vigésima segunda posição. Em 1972 terminou sua carreira ativa e trabalhou como professor.